# Contea di Mower
La contea di Mower in inglese Mower County è una contea dello Stato del Minnesota, negli Stati Uniti. La popolazione al censimento del 2000 era di 38 603 abitanti. Il capoluogo di contea è Austin